# 北京师范大学南山附属学校
北京师范大学南山附属学校（英語：Nanshan School Attached Beijing Normal University）是广东省深圳市南山区的一所十二年一贯制学校，简称北师大南山附校，由北京师范大学和深圳市南山区政府、教育局于2000年5月合作创办的一所公立学校。办学初期仅设初中部和小学部，高中部于2003年建立，现为广东省一级学校。